# Eenheid van tijd, plaats en handeling
Eenheid van tijd, plaats en handeling was een doctrine uit het theater van de renaissance, het classicisme en het neoclassicisme, die voorschreef dat een tragedie zich moest afspelen in een tijdsbestek van één dag, op één plaats en met één aaneengesloten verloop van handelingen (dus zonder te worden doorkruist of omlijst door nevenhandelingen). Men sprak ook wel van de Aristotelische wetten.

## Geschiedenis
Het concept werd voor het eerst geformuleerd door Lodovico Castelvetro in La poëtica di Aristotele vulgarizzata (1570). Hij presenteerde het als afkomstig uit de Poetica van Aristoteles, hoewel die alleen de eenheid van handeling vermeldde. Niettemin kenden de Griekse tragedies in de praktijk wel degelijk een eenheid van tijd, plaats en handeling. Typisch was het bodeverhaal om handelingen die zich elders afspeelden te integreren.
De toneelauteurs Jean de la Taille en Jean Mairet introduceerden het eenhedenconcept in Frankrijk, waar het grote navolging kende. De verwijten die Mairet en Georges de Scudéry in 1637 maakten aan Le Cid van Corneille, leidden tot een controverse waarin eenheid van tijd en plaats mede de toetssteen waren. In Spanje en Engeland werd de norm minder in acht genomen. Onder meer Shakespeare paste de norm niet toe.

## Voetnoten
1. ↑  Thora Burnley Jones en Bernard de Bear Nicol, Neo-Classical Dramatic Criticism, 1560-1770, 1976, p. 29-31
2. ↑  Jean-Marc Civardi, "Quelques critiques adressées au Cid de Corneille en 1637-1638 et les réponses apportées" in: L'information littéraire, 2002, nr. 1, p. 12-26. DOI:10.3917/inli.541.0012